# Les Verts - L'Alternative verte
Pour les articles homonymes, voir Les Verts.
Les Verts - L'Alternative verte (en allemand : Die Grünen - Die Grüne Alternative) est un parti politique écologiste autrichien.
Les Verts sont un des plus grands partis écologistes nationaux : il recueille 13,8 % des voix lors des élections législatives de 2019 et fait élire 26 députés sur les 183 que compte le Conseil national. Le parti est membre du Parti vert européen. Depuis 2017, Werner Kogler en est le président.

## Histoire
Alors que le mouvement écologiste commence en Autriche en 1978 avec la lutte victorieuse contre l'ouverture de la centrale nucléaire de Zwentendorf, le parti naît en 1986 de la fusion des Verts unis d'Autriche (Vereinte Grüne Österreichs, VGÖ) créés en 1982, et de la Liste alternative d'Autriche (Alternative Liste Österreichs, ALÖ) fondée également en 1982. Le nom initial du parti est Alternative verte (Grüne Alternative), mais en 1995 il est changé en Les Verts - L'Alternative verte.
Lors des élections législatives de 1986, l'Alternative verte – Liste Freda Meissner-Blau, qui rassemble la quasi-totalité du mouvement politique écologiste, obtient 4,82 % des voix. Les écologistes entrent ainsi au Parlement en obtenant immédiatement huit sièges. Ils choisissent alors un comportement peu conventionnel en refusant d'adapter leurs pratiques à celles des autres partis. Ils refusent ainsi d'élire un chef de groupe et nomment à ce poste une poupée de paille, puis se rendent au parlement en jeans. Les médias du monde entier parlent d'eux lorsque leur député Andreas Wabl hisse une croix nazie sur le podium du parlement en protestation contre le président autrichien Kurt Waldheim, ancien officier de renseignement de la Wehrmacht.
Lors des élections anticipées de 2002, les Verts obtiennent 9,47 % des voix et 17 mandats au Conseil national, soit le meilleur score alors jamais obtenu par un parti écologiste européen dans un Parlement national. Ils commencent alors des discussions pour entrer au gouvernement avec les conservateurs du Parti populaire autrichien (ÖVP), mais ces négociations échouent. En 2003, les trois sénateurs Verts à la Chambre haute peuvent former leur propre groupe parlementaire.
Les Verts obtiennent 21 sièges lors des élections de 2006, devenant ainsi le troisième parti du pays, place jusqu'alors occupée par le FPÖ.
Lors des élections de 2017, le parti fait face à la dissidence de la Liste Peter Pilz et subit un revers majeur en ne remportant que 3,8 % des voix et en perdant sa représentation parlementaire. Deux ans plus, il fait son retour au Conseil national lors des élections anticipées, en rassemblant 13,8 % des suffrages, soit son meilleur résultat.
Le parti conclut début 2020 un accord avec l'ÖVP, d'orientation conservatrice, afin de constituer un gouvernement. Leur programme : « protéger le climat et les frontières », et baisser les impôts,. Pour le journaliste Romaric Godin, « en acceptant les politiques néolibérales et identitaires de la droite pour prix d’une politique écologique ambitieuse sur le papier, mais sans moyens concrets, les Verts renoncent à allier l’écologie aux intérêts des classes moyennes, acceptent de se taire sur la question des migrants et reconnaissent que la priorité réelle doit être non pas l’environnement, mais bien la compétition économique (…) Faute de sauver la planète, les Verts autrichiens semblent donc s’engager à sauver le néolibéralisme ».
Le 22 janvier 2024, Lena Schilling est désignée par le porte-parole fédéral Werner Kogler comme tête de liste du parti pour les élections européennes de 2024. Les élections législatives de septembre 2024 sont marquées par des pertes plus importantes que prévu, le parti finissant cinquième avec 8,6 % des voix.

## Organisation interne

### Structures
Les Verts comptaient environ 6 400 membres en 2014 au niveau national, même s'il n'y a pas de règles uniformes d'adhésion. En plus des membres, le parti peut compter sur le soutien d'un grand nombre de volontaires.
Le parti a longtemps fonctionné selon les principes de la démocratie de base et de rotation, mais la croissance du parti réduit de plus en plus l'application de ces principes. Le dernier élément de la démocratie de base est une votation de la base qui peut être demandée par 100 membres au moins.
La plus haute instance du parti est le Congrès fédéral (Bundeskongress) qui se réunit au moins une fois par an. Les sections régionales et l'association des immigrés y envoient des délégués. Le Congrès fédéral décide des listes pour les élections nationales et les élections européennes. Il élit également le porte-parole du parti et décide du programme.
Le Comité fédéral (Bundesvorstand) est devenu, au fil des ans, l'exécutif du parti. Il se réunit au moins une fois par semaine, en général le mardi, et détermine les actions quotidiennes des Verts. Il s'occupe également des finances. Un comité élargi, qui se réunit également une fois par mois au moins, veille à ce que les décisions de Congrès soient bien appliquées par le Comité.
Enfin, les députés Verts au Parlement fédéral édictent leurs propres lignes directrices. On constate toutefois au fil des années un alignement des positions du groupe sur celles du Comité.
Les sections régionales sont pour la plupart organisées selon le même modèle que le parti national.

### Associations membres ou associées
- Le Grünen Andersrum est l'organisation verte des gays, lesbiennes, bisexuels et transsexuels. Il dispose de sections dans presque tous les États et est membre des Verts eux-mêmes.
- Le Grünen SeniorInnen (DGS) est l'organisation des personnes âgées, fondée à Vienne le 9 mars 2001. Il se bat pour une politique plus favorable aux personnes âgées et militent pour leur droit à mener une vie active et autonome.
- L' Initiative Grüne MigrantInnen (IGM) est le groupe Vert des immigrants en Autriche. Ils demandent la facilitation de l'intégration dans la vie en Autriche, des droits égaux et des opportunités égales. Ils combattent le racisme.
- Le Grüne und Alternative Studierende (GRAS) est un parti qui se présente aux élections de l'Union nationale des étudiants autrichiens (Österreichische HochschülerInnenschaft – ÖH). Ils y sont le premier parti et forment, avec l'Association socialiste des étudiants, le gouvernement de l'Union nationale.
- La Grünalternative Jugend (GAJ) est l'organisation de jeunesse des Verts, qui existe depuis les années 1990. Elle est membre de la Fédération des Jeunes Verts européens. Elle dispose de section dans les différents Länder.
- La Grüne Frauenorganisation est l'organisation des femmes Vertes, qui ne dispose pas encore de sections dans l'ensemble des États.
- ECO Students est une association d'étudiants verts, existant actuellement uniquement en Styrie.
- La Grüne Wirtschaft est l'association économique des Verts qui se présente aux élections du parlement de la Chambre autrichienne de commerce (Wirtschaftskammer Österreich – WKÖ).
- Les Alternative und Unabhängige GewerkschafterInnen (AUGE/UG) est le syndicat des Verts autrichiens. Il se présente aux élections du parlement de la Chambre du travail autrichienne (Arbeiterkammer – AK).

## Activités au niveau des Länder

### Basse-Autriche
Les Verts sont entrés au parlement régional de Basse-Autriche en 1998 en y faisant élire leurs deux premiers députés. Lors des élections de 2003, ils doublèrent leur nombre de députés en obtenant 7,2 % des voix et forment désormais leur propre groupe au parlement.
Lors des élections locales en 2005, ils obtinrent des sièges dans environ 100 conseils communaux et occupent désormais quatre postes de vice-maires.

### Burgenland
Les Verts entrèrent au Parlement du Burgenland pour la première fois en 2000, obtenant 5,5 % des voix et deux sièges. Ils confirmèrent ce résultat en 2005 (5,21 % des voix et deux sièges).

### Carinthie
Différents partis verts participèrent aux élections régionales en Carinthie: le KEL/AL en 1984, l'Autre Carinthie (Anderes Kärnten) en 1989 et en 1994, la liste Démocratie 99 (Demokratie 99) en 1999. Aucune de ces listes ne parvint toutefois jamais à entrer au parlement du Land. Ce n'est qu'en 2004 que les Verts de Carinthie entrèrent finalement au parlement régional en obtenant deux sièges, occupés depuis par Rolf Holub et Barbara Lesjak. Rolf Holub participe depuis 2013 à l'exécutif local chargé de l'énergie, de l'environnement, de la durabilité et des transports publics.
Dans la capitale, Klagenfurt, les Verts jouent un rôle actif depuis plus longtemps. Ils occupent désormais quatre sièges au parlement de la ville et, depuis 2003, un des neuf sièges de l'exécutif. Andrea Wulz est désormais la Conseillère de ville chargée des femmes, des affaires familiales et des logements sociaux.

### Haute-Autriche
Les Verts parvinrent à faire leur entrée au parlement du Land de Haute-Autriche en 1997, puis renforcèrent encore leur présence en 2003. À l'issue de ces élections, ils entrèrent au gouvernement en coalition avec le Parti du peuple (conservateur) et le Parti social-démocrate. Rudolf Anschober y est désormais chargé des affaires environnementales. Cette décision suscita toutefois un débat intense au sein du parti, les Verts de Linz y étant notamment en majorité opposés.
Les Verts sont également représentés dans de nombreuses communes. En plus d'être représentés dans des parlements, ils occupent notamment un siège à l'exécutif de la ville de Linz.

### Salzbourg
Les Verts entrèrent au parlement du Land de Salzbourg en 1989 déjà, avec deux députés. Ils obtinrent trois mandats en 1994, puis à nouveau deux en 1999. Ils obtinrent à nouveau deux sièges en 2004, malgré une légère augmentation du nombre de suffrages. Depuis 2013, ils participent à l'exécutif local aux côtés de l'ÖVP et de Team Stronach.
En ville de Salzbourg, les Verts sont actifs sous le nom de Liste citoyenne (Bürgerliste).

### Styrie
Les Verts occupent trois sièges au parlement du Land de Styrie depuis 2005. Ils sont aussi bien représentés au parlement de la ville de Graz où ils ont quatre élus.
La Styrie compte également la plus grande organisation de Jeunes Verts en Autriche, appelée Grüne Jugend Steiermark. La première association verte autrichienne d'étudiants est également née en Styrie.

### Tyrol
Les Verts du Tyrol entrent au parlement de la région en 1989. En 1994, Eva Lichtenberger est la première verte à occuper un poste dans l'exécutif d'un Land autrichien. Elle était chargée des affaires environnementales.
En 2003, les Verts tyroliens obtiennent le meilleur résultat jamais obtenu au niveau régional en Autriche, avec 15,6 % des voix et 5 sièges. Depuis 2013, ils participent au gouvernement du Land aux côtés de l'ÖVP. Dans la capitale, Innsbruck, les Verts atteignirent 27 % des voix. Cela permet également au Vert de désigner pour la première fois dans l'histoire de l'Autriche un membre — Eva Konrad — de la Chambre haute du parlement.
Lors des élections communales de 2004, les Verts doublent leur nombre de mandats dans les conseils locaux. À d'Innsbruck, ils occupent 8 des 40 sièges du parlement. La même année, ils obtiennent 17,3 % des voix lors des élections européennes et Eva Lichtenberger devient députée européenne. À cette occasion, les Verts deviennent le premier parti d'Innsbruck en obtenant 28,3 % des voix.
En dehors des questions sociales, la problématique du trafic de la circulation à travers les Alpes leur permet de se démarquer. Le Tyrol est en effet l'un des principaux points de passage routier entre l'Allemagne et l'Italie. Les Verts accusent notamment le gouvernement fédéral de ne pas avoir négocié un assez bon accord avec l'Union européenne lors de l'adhésion de l'Autriche.

### Vienne
Si les Verts se présentent pour la première fois aux élections régionales de 1983 à Vienne, ils ne  font leur entrée au parlement qu'en 1991. Depuis, ils ne cessent d'améliorer leurs résultats ; ils sont particulièrement forts dans certains quartiers (résultats de 2005) : Neubau (43,3 %), Josefstadt (32,3 %), Alsergrund (29,4 %), Mariahilf (29 %) ou Wieden (25,1 %).
Lors des élections de 2001, les Verts gagnent la majorité dans l'un des districts pour la première fois de leur histoire. Le district de Neubau a alors le premier maire de district vert de l'histoire de la ville de Vienne. Ces résultats leur permettent également d'envoyer un représentant au Conseil fédéral, la chambre haute, du Parlement autrichien.
En 2005, ils gagnent une seconde mairie de district à Josefstadt.

### Vorarlberg
En 1984, Les Verts du Vorarlberg sont les premiers à obtenir des mandats dans un parlement régional en Autriche. Cette année-là, ils créent la sensation en obtenant 13 % des votes lors de leur première participation à des élections. Emmené par le charismatique agriculteur Kaspanaze Simma, ils peuvent aussitôt former un groupe parlementaire. Cela ne d'ailleurs pas sans poser de problème puisque le nouveau bâtiment du Parlement, construit 1981, ne prévoit alors des salles que pour les trois partis traditionnels
Ils participent au gouvernement du Land aux côtés de l'ÖVP depuis 2014.

## Dirigeants

### Porte-paroles

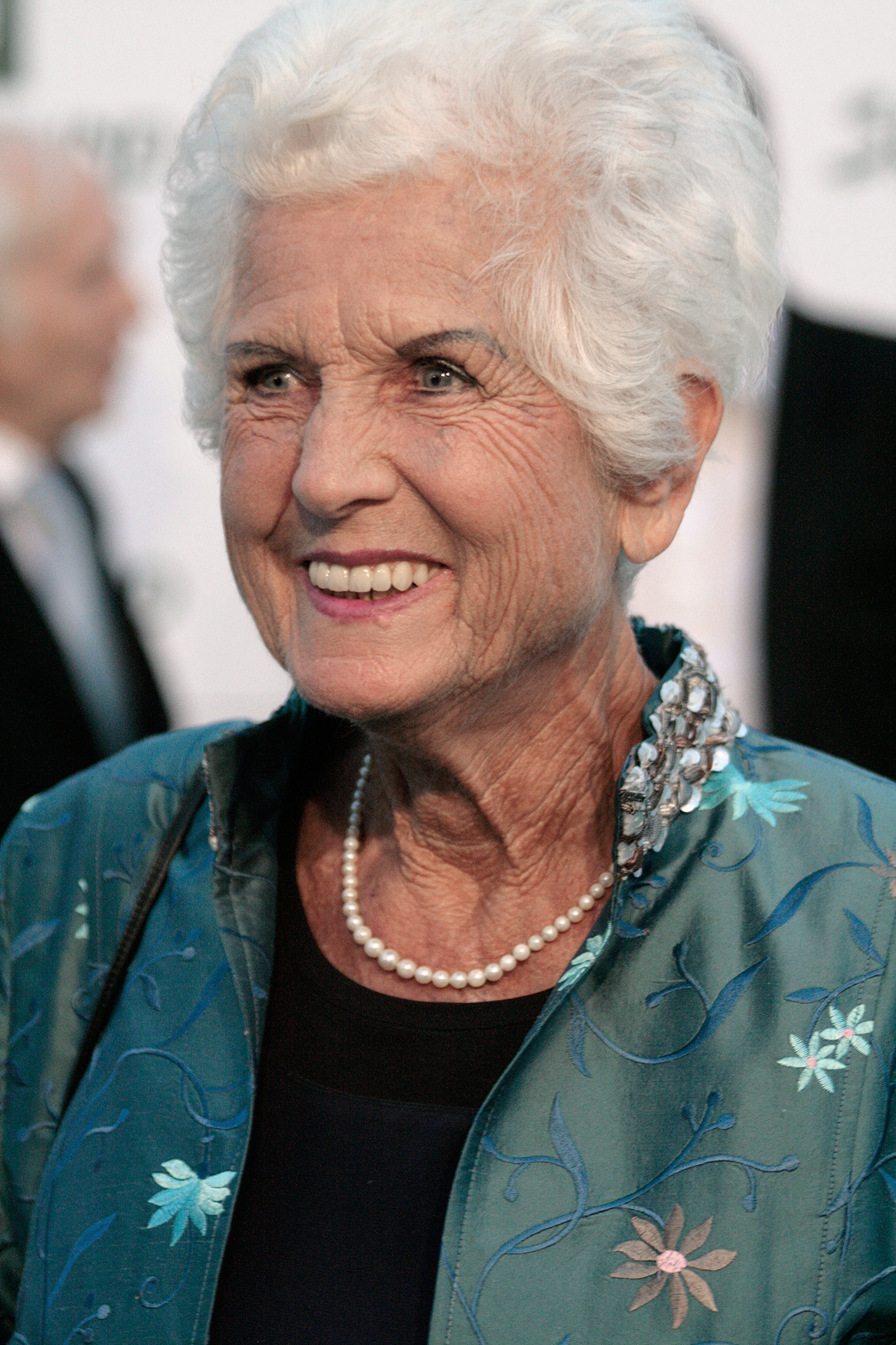
Freda Meissner-Blau (1986-1988)
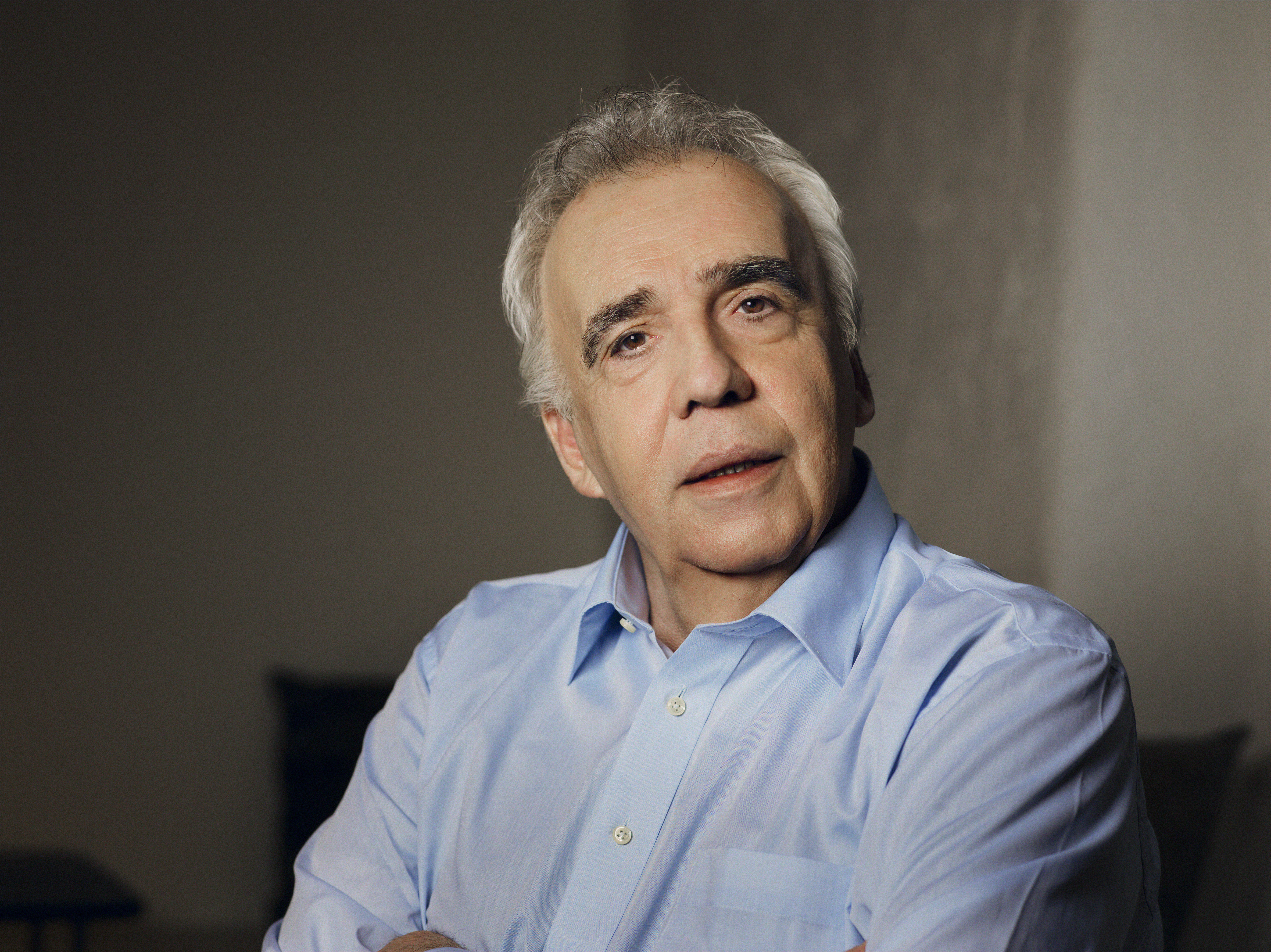
Johannes Voggenhuber (1988-1992)
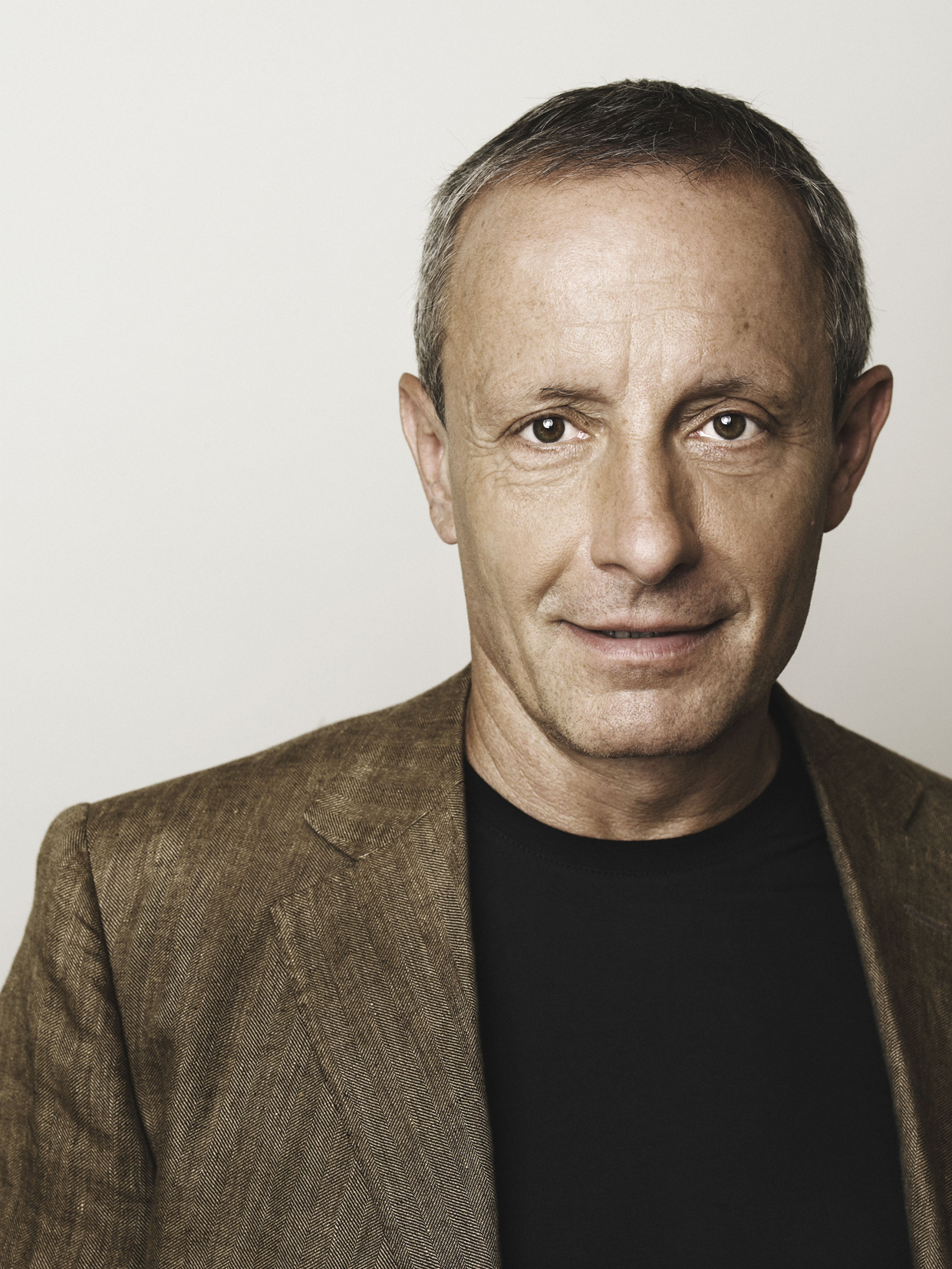
Peter Pilz (1992-1994)
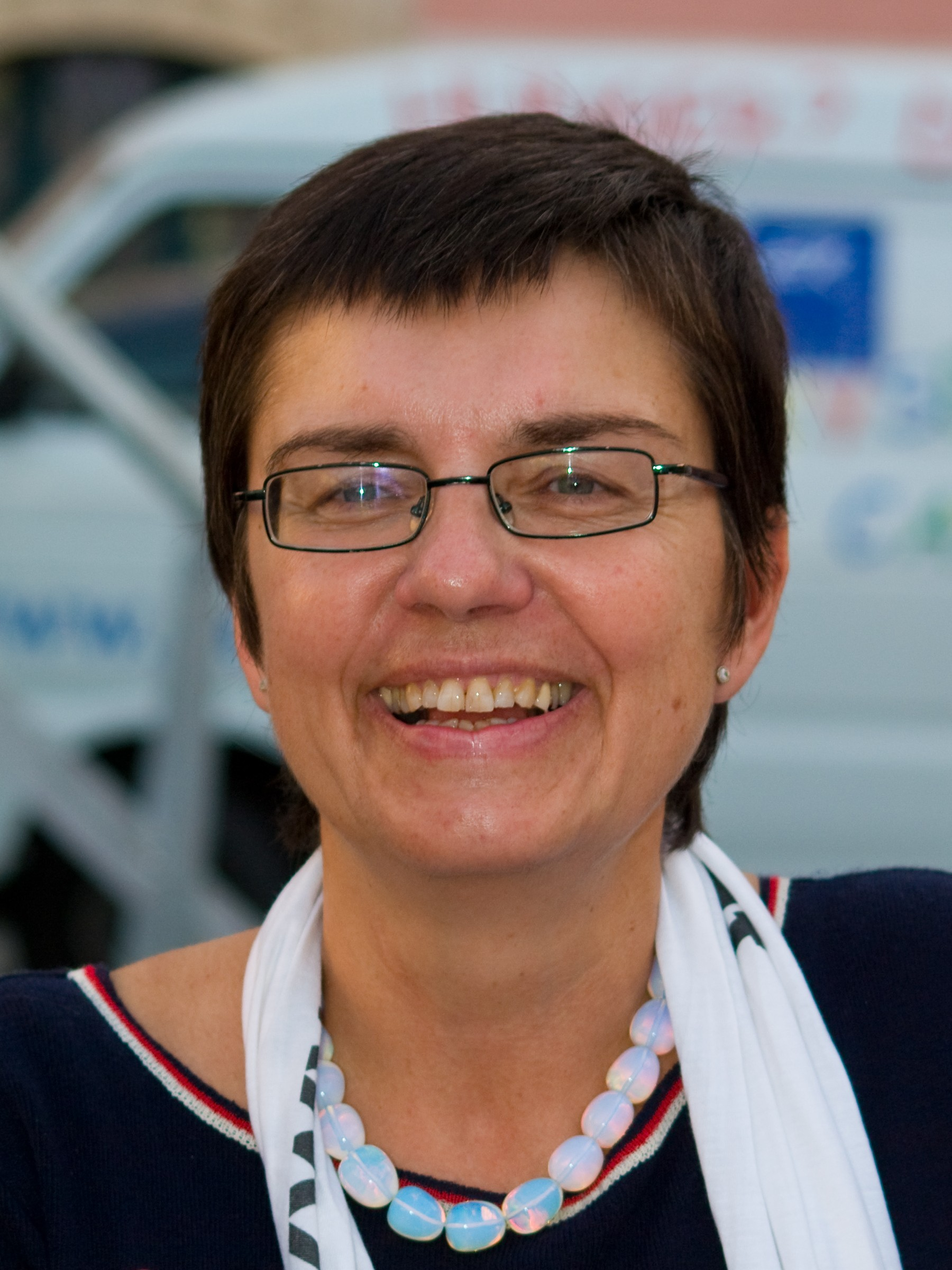
Madeleine Petrovic (1994-1995)
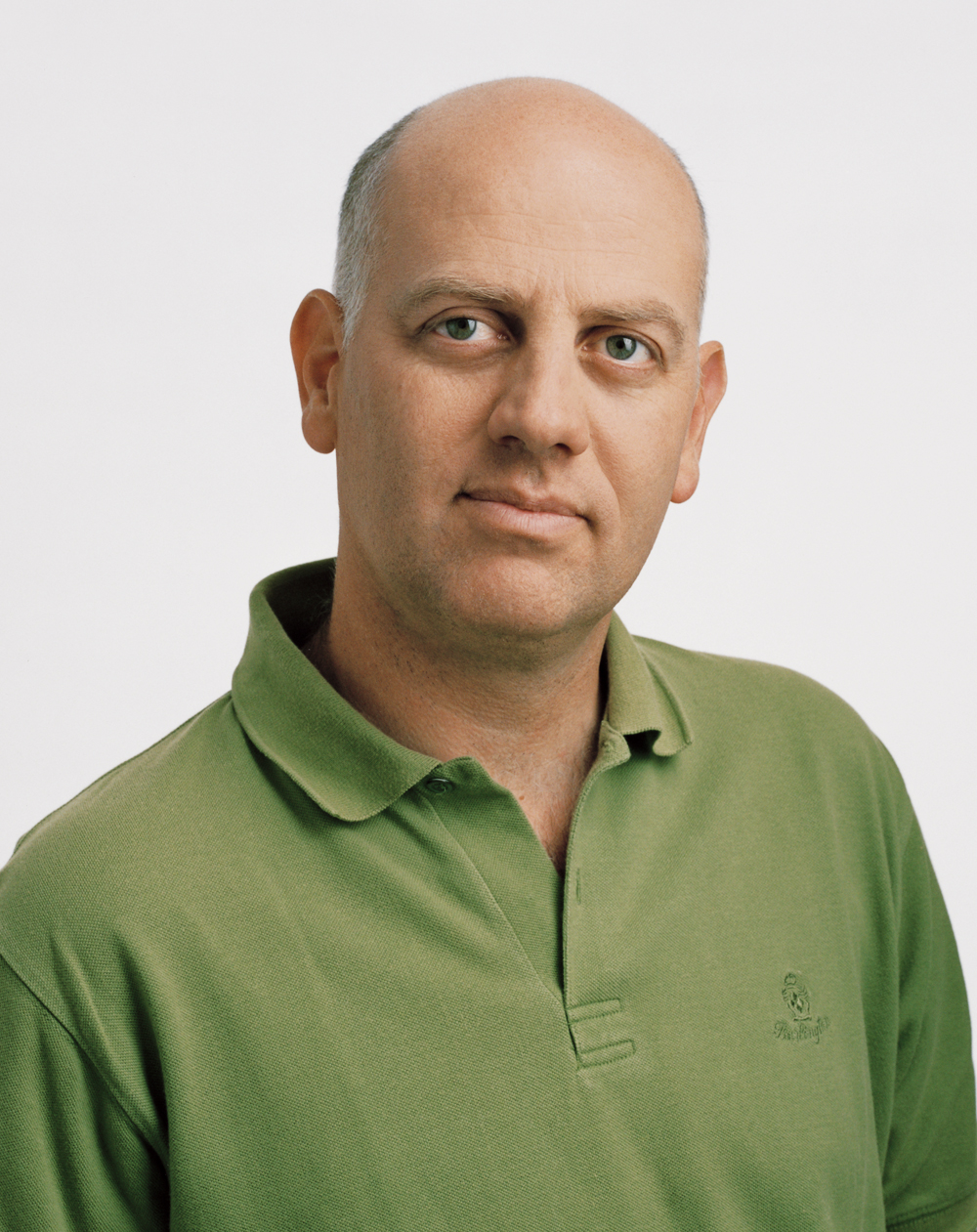
Christoph Chorherr (1995-1997)
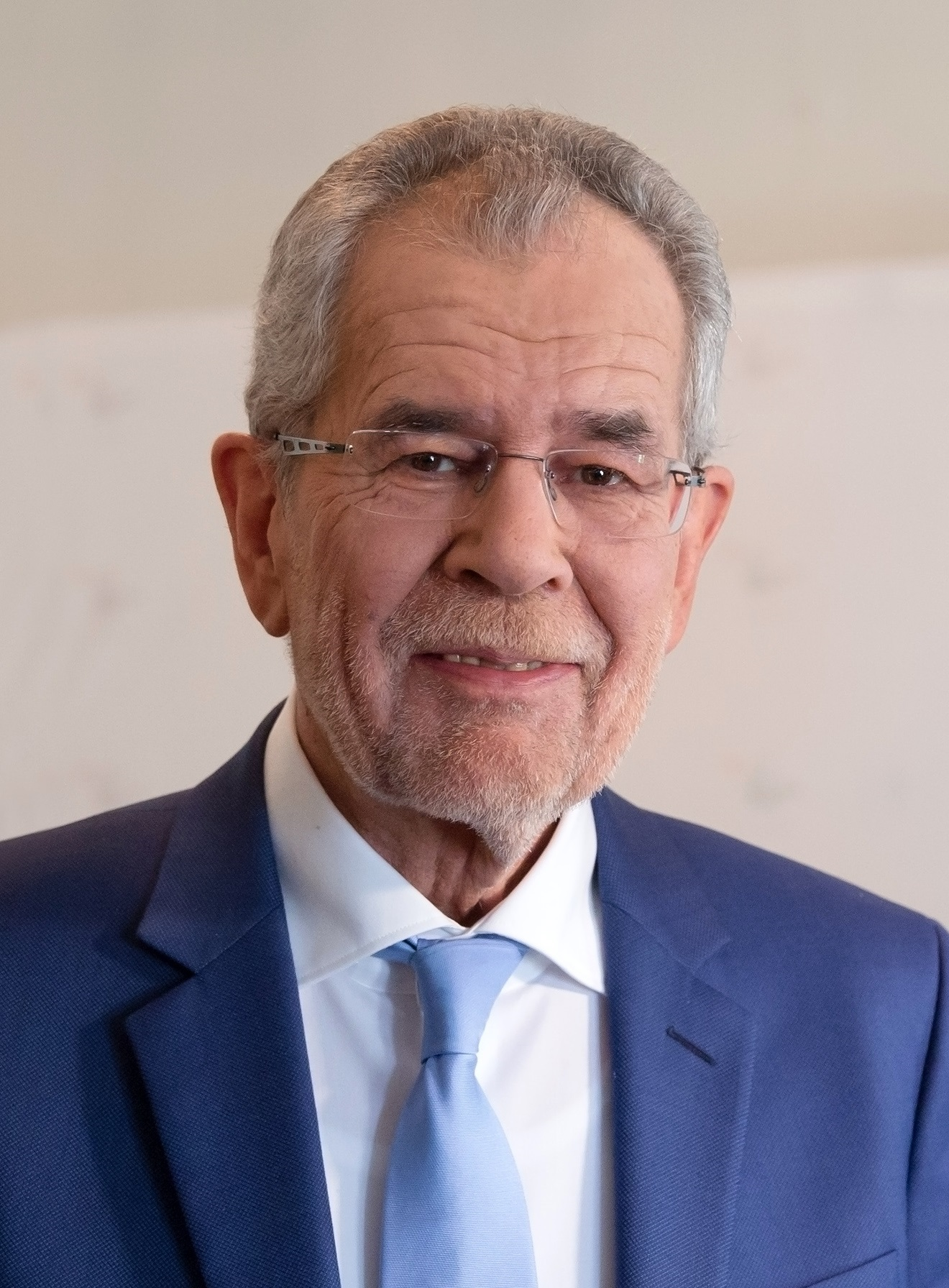
Alexander Van der Bellen (1997-2009)
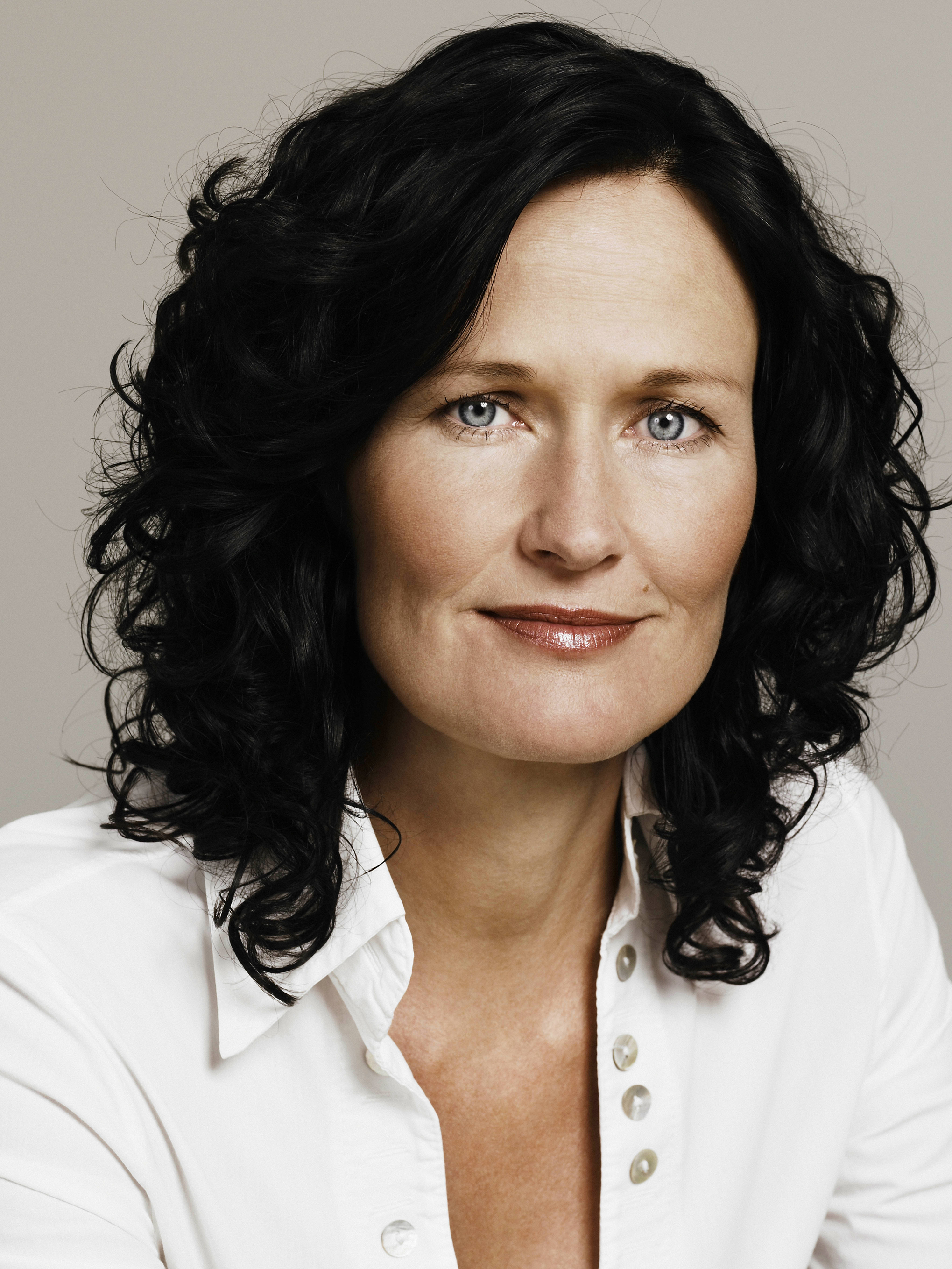
Eva Glawischnig-Piesczek (2009-2017)
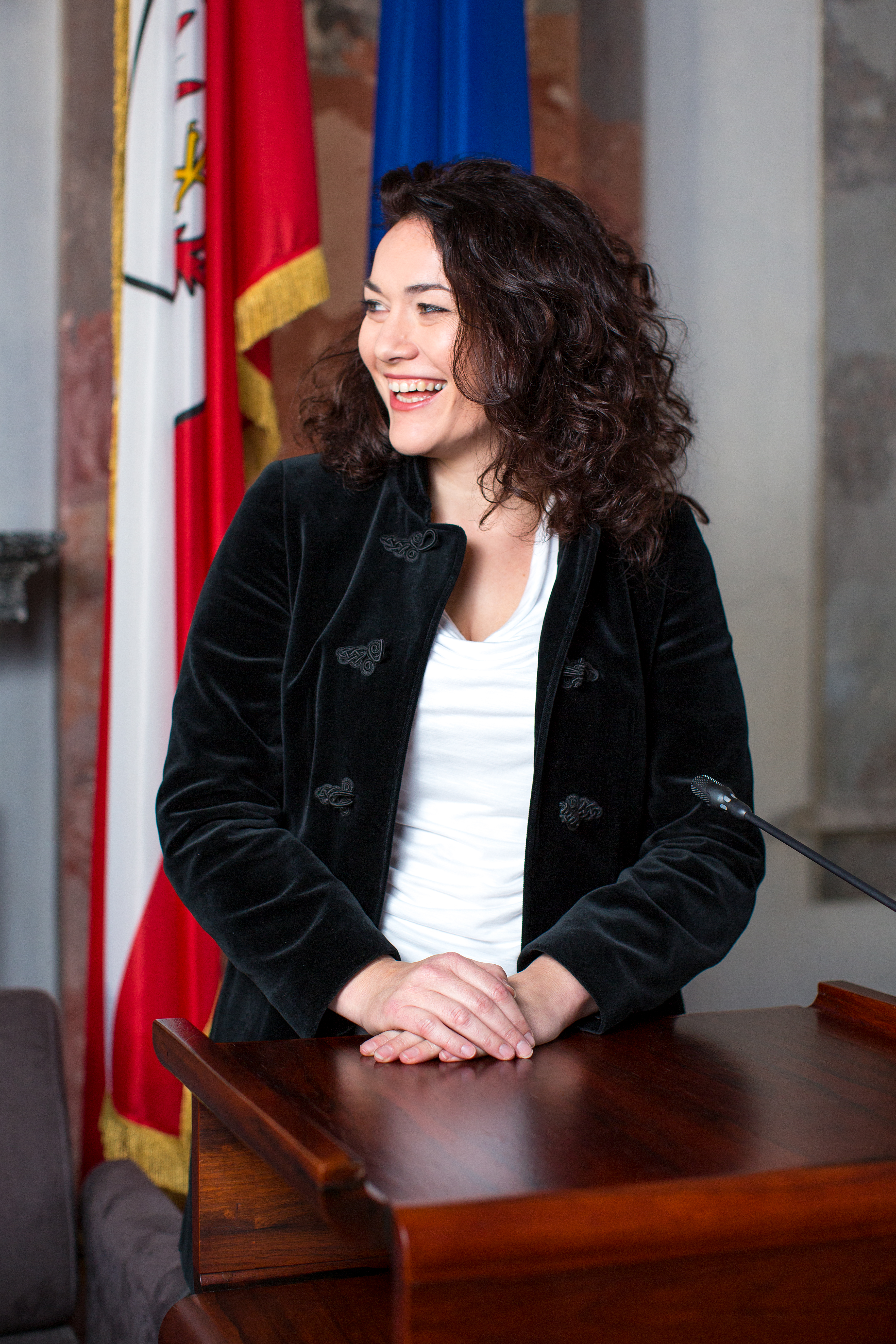
Ingrid Felipe (2017)
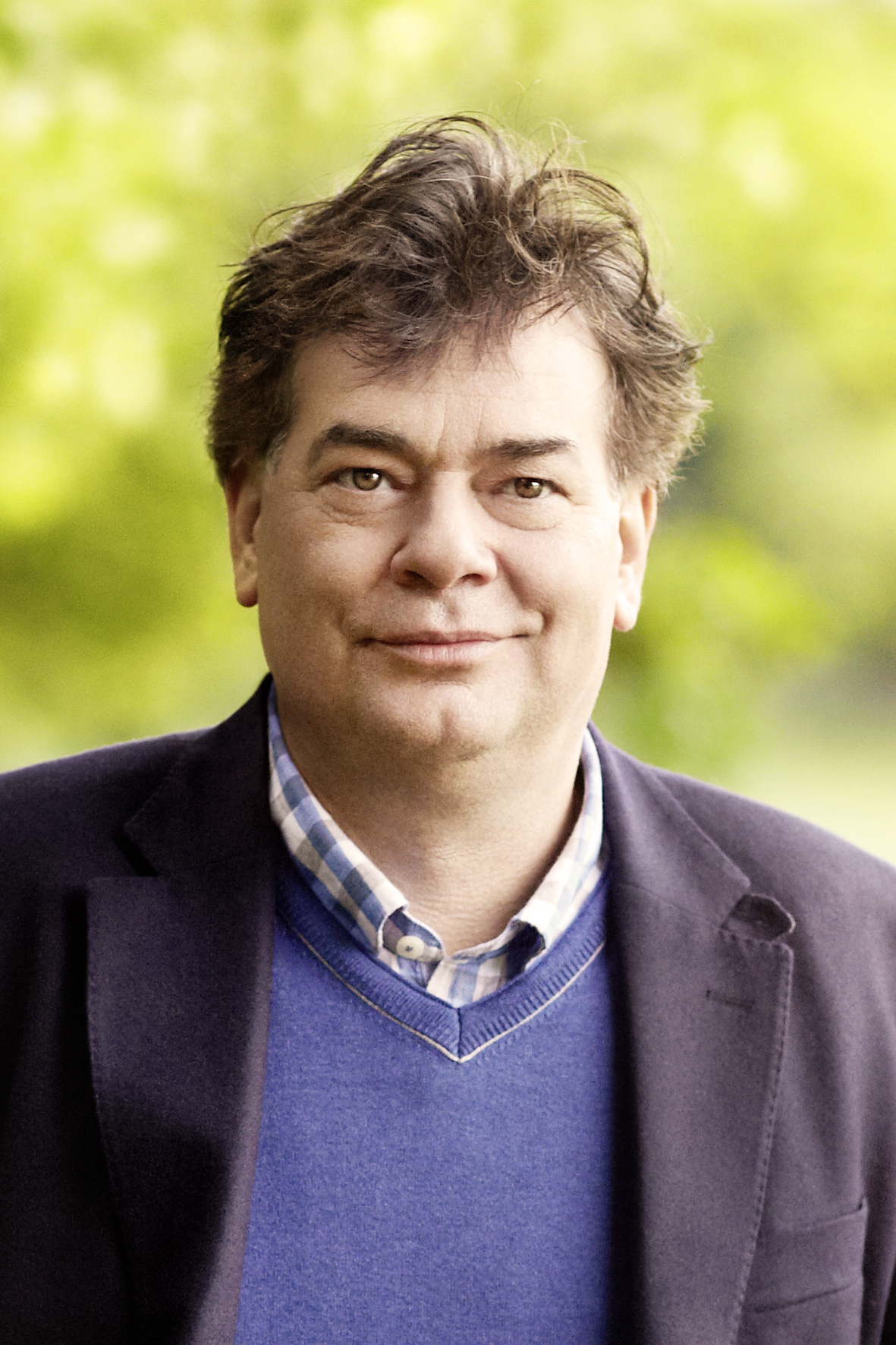
Werner Kogler (depuis 2017)

### Eurodéputés
- Johannes Voggenhuber (1995-2009)
- Mercedes Echerer (1999-2004)
- Eva Lichtenberger (2004-2014)
- Ulrike Lunacek (2009-2017)
- Michel Reimon (2014-2019)
- Monika Vana (depuis 2014)
- Thomas Waitz (2017-2019 et depuis 2020)
- Sarah Wiener (depuis 2019)

## Résultats électoraux

### Élections au Conseil national
| Année | Voix    | %    | Mandats  | Rang | Gouvernement                                                   |
| ----- | ------- | ---- | -------- | ---- | -------------------------------------------------------------- |
| 1983  | 159 616 | 3,4  | 0 / 183  | 4e   | Extra-parlementaire                                            |
| 1986  | 234 028 | 4,8  | 8 / 183  | 4e   | Opposition                                                     |
| 1990  | 225 084 | 4,8  | 10 / 183 | 4e   | Opposition                                                     |
| 1994  | 338 538 | 7,3  | 13 / 183 | 4e   | Opposition                                                     |
| 1995  | 233 208 | 4,8  | 9 / 183  | 5e   | Opposition                                                     |
| 1999  | 342 260 | 7,4  | 14 / 183 | 4e   | Opposition                                                     |
| 2002  | 464 980 | 9,5  | 17 / 183 | 4e   | Opposition                                                     |
| 2006  | 520 130 | 11,0 | 21 / 183 | 3e   | Opposition                                                     |
| 2008  | 509 936 | 10,4 | 20 / 183 | 5e   | Opposition                                                     |
| 2013  | 582 657 | 12,4 | 24 / 183 | 4e   | Opposition                                                     |
| 2017  | 192 638 | 3,8  | 0 / 183  | 6e   | Extra-parlementaire                                            |
| 2019  | 664 055 | 13,9 | 26 / 183 | 4e   | Kurz II (2020-2021), Schallenberg (2021), Nehammer (2021-2025) |
| 2024  | 397 679 | 8,2  | 16 / 183 | 5e   | Opposition                                                     |

### Élections présidentielles
| Année | Candidat                 | 1er tour        | 1er tour        | 2e tour         | 2e tour         |
| Année | Candidat                 | %               | Rang            | %               | Rang            |
| ----- | ------------------------ | --------------- | --------------- | --------------- | --------------- |
| 1986  | Freda Meissner-Blau      | 5,5             | 3e              |                 |                 |
| 1992  | Robert Jungk             | 5,7             | 4e              |                 |                 |
| 1998  | pas de candidat          | pas de candidat | pas de candidat | pas de candidat | pas de candidat |
| 2004  | pas de candidat          | pas de candidat | pas de candidat | pas de candidat | pas de candidat |
| 2010  | pas de candidat          | pas de candidat | pas de candidat | pas de candidat | pas de candidat |
| 2016  | Alexander Van der Bellen | 21,3            | 2e              | 53,8            | 1er             |
| 2022  | Alexander Van der Bellen | 56,7            | 1er             |                 |                 |

### Élections européennes
| Année | %    | Mandats                           | Rang | Groupe    |
| ----- | ---- | --------------------------------- | ---- | --------- |
| 1996  | 6,8  | 1 / 21                            | 4e   | Verts     |
| 1999  | 9,3  | 2 / 21                            | 4e   | Verts/ALE |
| 2004  | 12,9 | 2 / 18                            | 4e   | Verts/ALE |
| 2009  | 9,9  | 2 / 17                            | 5e   | Verts/ALE |
| 2014  | 14,5 | 3 / 18                            | 4e   | Verts/ALE |
| 2019  | 14,1 | 2 / 18puis, après le Brexit3 / 19 | 4e   | Verts/ALE |
| 2024  | 11,1 | 2 / 20                            | 4e   | Verts/ALE |

### Élections régionales
- membre de la coalition gouvernementale
- dans l'opposition

| Année | NÖ        | B          | K         | OÖ         | S          | ST         | T          | W          | V           |
| ----- | --------- | ---------- | --------- | ---------- | ---------- | ---------- | ---------- | ---------- | ----------- |
| 1987  |           |            |           |            |            |            |            | 4,4 %      |             |
| 1988  | 2,4 %     |            |           |            |            |            |            | 4,4 %      |             |
| 1989  | 2,4 %     | 1,7 %      | 6,2 % (2) | 8,3 % (3)  | 5,2 % (2)  |            |            | 4,4 %      |             |
| 1990  | 2,4 %     | 1,7 %      | 6,2 % (2) | 8,3 % (3)  | 5,2 % (2)  |            |            | 4,4 %      |             |
| 1991  | 2,4 %     | 1,7 %      | 6,2 % (2) | 8,3 % (3)  | 5,2 % (2)  | 3,4 %      | 3,1 %      | 2,9 %      | 9,1 % (7)   |
| 1992  | 2,4 %     | 1,7 %      | 6,2 % (2) | 8,3 % (3)  | 5,2 % (2)  | 3,4 %      | 3,1 %      | 2,9 %      | 9,1 % (7)   |
| 1993  | 3,2 %     | 1,7 %      | 6,2 % (2) | 8,3 % (3)  | 5,2 % (2)  | 3,4 %      | 3,1 %      | 2,9 %      | 9,1 % (7)   |
| 1994  | 3,2 %     | 1,6 %      | 7,3 % (3) | 10,7 % (4) | 7,8 % (3)  | 3,4 %      | 3,1 %      | 2,9 %      | 9,1 % (7)   |
| 1995  | 3,2 %     | 1,6 %      | 7,3 % (3) | 10,7 % (4) | 7,8 % (3)  | 3,4 %      | 3,1 %      | 4,3 % (2)  | 9,1 % (7)   |
| 1996  | 3,2 %     | 1,6 %      | 7,3 % (3) | 10,7 % (4) | 7,8 % (3)  | 2,5 %      | 3,1 %      | 4,3 % (2)  | 7,9 % (7)   |
| 1997  | 3,2 %     | 1,6 %      | 7,3 % (3) | 10,7 % (4) | 7,8 % (3)  | 2,5 %      | 5,8 % (3)  | 4,3 % (2)  | 7,9 % (7)   |
| 1998  | 4,5 %     | 1,6 %      | 7,3 % (3) | 10,7 % (4) | 7,8 % (3)  | 2,5 %      | 5,8 % (3)  | 4,3 % (2)  | 7,9 % (7)   |
| 1999  | 4,5 %     | 3,9 %      | 5,4 % (2) | 8,0 % (3)  | 6,0 % (2)  | 2,5 %      | 5,8 % (3)  | 4,3 % (2)  | 7,9 % (7)   |
| 2000  | 4,5 %     | 3,9 %      | 5,4 % (2) | 8,0 % (3)  | 6,0 % (2)  | 5,5 % (2)  | 5,8 % (3)  | 5,6 % (3)  | 7,9 % (7)   |
| 2001  | 4,5 %     | 3,9 %      | 5,4 % (2) | 8,0 % (3)  | 6,0 % (2)  | 5,5 % (2)  | 5,8 % (3)  | 5,6 % (3)  | 12,4 % (11) |
| 2002  | 4,5 %     | 3,9 %      | 5,4 % (2) | 8,0 % (3)  | 6,0 % (2)  | 5,5 % (2)  | 5,8 % (3)  | 5,6 % (3)  | 12,4 % (11) |
| 2003  | 7,2 % (4) | 3,9 %      | 5,4 % (2) | 9,1 % (5)  | 6,0 % (2)  | 5,5 % (2)  | 15,6 % (5) | 5,6 % (3)  | 12,4 % (11) |
| 2004  | 7,2 % (4) | 6,7 % (2)  | 8,0 % (2) | 9,1 % (5)  | 10,2 % (4) | 5,5 % (2)  | 15,6 % (5) | 5,6 % (3)  | 12,4 % (11) |
| 2005  | 7,2 % (4) | 6,7 % (2)  | 8,0 % (2) | 9,1 % (5)  | 10,2 % (4) | 5,2 % (2)  | 15,6 % (5) | 4,7 % (3)  | 14,6 % (14) |
| 2006  | 7,2 % (4) | 6,7 % (2)  | 8,0 % (2) | 9,1 % (5)  | 10,2 % (4) | 5,2 % (2)  | 15,6 % (5) | 4,7 % (3)  | 14,6 % (14) |
| 2007  | 7,2 % (4) | 6,7 % (2)  | 8,0 % (2) | 9,1 % (5)  | 10,2 % (4) | 5,2 % (2)  | 15,6 % (5) | 4,7 % (3)  | 14,6 % (14) |
| 2008  | 6,9 % (4) | 6,7 % (2)  | 8,0 % (2) | 9,1 % (5)  | 10,2 % (4) | 5,2 % (2)  | 10,7 % (4) | 4,7 % (3)  | 14,6 % (14) |
| 2009  | 6,9 % (4) | 5,1 % (2)  | 9,2 % (5) | 7,4 % (2)  | 10,6 % (4) | 5,2 % (2)  | 10,7 % (4) | 4,7 % (3)  | 14,6 % (14) |
| 2010  | 6,9 % (4) | 5,1 % (2)  | 9,2 % (5) | 7,4 % (2)  | 10,6 % (4) | 4,1 % (1)  | 10,7 % (4) | 5,6 % (3)  | 12,6 % (11) |
| 2011  | 6,9 % (4) | 5,1 % (2)  | 9,2 % (5) | 7,4 % (2)  | 10,6 % (4) | 4,1 % (1)  | 10,7 % (4) | 5,6 % (3)  | 12,6 % (11) |
| 2012  | 6,9 % (4) | 5,1 % (2)  | 9,2 % (5) | 7,4 % (2)  | 10,6 % (4) | 4,1 % (1)  | 10,7 % (4) | 5,6 % (3)  | 12,6 % (11) |
| 2013  | 8,1 % (4) | 12,1 % (5) | 9,2 % (5) | 20,2 % (7) | 10,6 % (4) | 4,1 % (1)  | 12,6 % (5) | 5,6 % (3)  | 12,6 % (11) |
| 2014  | 8,1 % (4) | 12,1 % (5) | 9,2 % (5) | 20,2 % (7) | 17,1 % (6) | 4,1 % (1)  | 12,6 % (5) | 5,6 % (3)  | 12,6 % (11) |
| 2015  | 8,1 % (4) | 12,1 % (5) | 6,4 % (2) | 20,2 % (7) | 17,1 % (6) | 10,3 % (6) | 12,6 % (5) | 6,7 % (3)  | 11,8 % (10) |
| 2016  | 8,1 % (4) | 12,1 % (5) | 6,4 % (2) | 20,2 % (7) | 17,1 % (6) | 10,3 % (6) | 12,6 % (5) | 6,7 % (3)  | 11,8 % (10) |
| 2017  | 8,1 % (4) | 12,1 % (5) | 6,4 % (2) | 20,2 % (7) | 17,1 % (6) | 10,3 % (6) | 12,6 % (5) | 6,7 % (3)  | 11,8 % (10) |
| 2018  | 6,4 % (3) | 3,1 %      | 6,4 % (2) | 9,3 % (3)  | 17,1 % (6) | 10,3 % (6) | 10,7 % (4) | 6,7 % (3)  | 11,8 % (10) |
| 2019  | 6,4 % (3) | 3,1 %      | 6,4 % (2) | 9,3 % (3)  | 12,1 % (6) | 10,3 % (6) | 10,7 % (4) | 18,9 % (7) | 11,8 % (10) |
| 2020  | 6,4 % (3) | 3,1 %      | 6,7 % (2) | 9,3 % (3)  | 12,1 % (6) | 10,3 % (6) | 10,7 % (4) | 18,9 % (7) | 14,8 % (16) |
| 2021  | 6,4 % (3) | 3,1 %      | 6,7 % (2) | 9,3 % (3)  | 12,1 % (6) | 12,3 % (7) | 10,7 % (4) | 18,9 % (7) | 14,8 % (16) |
| 2022  | 6,4 % (3) | 3,1 %      | 6,7 % (2) | 9,3 % (3)  | 12,1 % (6) | 12,3 % (7) | 9,2 % (3)  | 18,9 % (7) | 14,8 % (16) |
| 2023  | 7,6 % (4) | 3,8 %      | 6,7 % (2) | TBC        | 12,1 % (6) | 12,3 % (7) | 9,2 % (3)  | 18,9 % (7) | 14,8 % (16) |

#### Tyrol
| Année | %     | Sièges |
| ----- | ----- | ------ |
| 1984  | 2,92  | 0 / 36 |
| 1989  | 8,26  | 3 / 36 |
| 1994  | 10,68 | 4 / 36 |
| 1999  | 8,02  | 3 / 36 |
| 2003  | 15,59 | 5 / 36 |
| 2008  | 10,73 | 4 / 36 |
| 2013  | 12,59 | 5 / 36 |
| 2018  | 10,67 | 4 / 36 |

#### Vienne
| Année | %     | Sièges   | Autres informations                                  |
| ----- | ----- | -------- | ---------------------------------------------------- |
| 1983  | 2,5   | 0 / 100  |                                                      |
| 1987  | 4,4   | 0 / 100  |                                                      |
| 1991  | 9,08  | 7 / 100  | 1 Conseiller de ville.                               |
| 1996  | 7,94  | 7 / 100  | 1 Conseiller de ville.                               |
| 2001  | 12,45 | 11 / 100 | 1 député à la Chambre Haute, 1 Conseiller de ville.  |
| 2005  | 14,63 | 14 / 100 | 1 député à la Chambre Haute, 2 Conseillers de ville. |
| 2010  | 12,64 | 11 / 100 |                                                      |
| 2015  | 11,84 | 10 / 100 |                                                      |
| 2020  | 14,80 | 16 / 100 |                                                      |
| 2025  | 14,52 | 15 / 100 |                                                      |

#### Vorarlberg
| Année | %     | Sièges |
| ----- | ----- | ------ |
| 1984  | 13,00 | 4 / 36 |
| 1989  | 5,18  | 2 / 36 |
| 1994  | 7,76  | 3 / 36 |
| 1999  | 6,03  | 2 / 36 |
| 2004  | 10,17 | 4 / 36 |
| 2009  | 10,58 | 4 / 36 |
| 2014  | 17,14 | 6 / 36 |
| 2019  | 18,80 | 7 / 36 |